# Condate fabularis
Condate fabularis är en fjärilsart som beskrevs av Swinhoe 1890. Condate fabularis ingår i släktet Condate och familjen nattflyn. Inga underarter finns listade i Catalogue of Life.